# Leopoldo, Duque de Brabante
Leopoldo da Bélgica, duque de Brabant (Leopoldo Fernando Elias Vítor Alberto Maria), (12 de junho de 1859 - 2 de janeiro de 1869) foi o segundo filho e único varão do rei Leopoldo II da Bélgica e da sua esposa, a arquiduquesa Maria Henriqueta da Áustria.
Leopoldo recebeu o nome em honra do seu avô e dos primos do pai, Fernando de Saxe-Coburgo-Gota, a rainha Vitória do Reino Unido e o príncipe Alberto, príncipe-consorte.

## Primeiros anos
Quando nasceu, Leopoldo recebeu o título de conde de Hainaut, por ser o filho mais velho do príncipe-herdeiro. Nesta altura, o seu avô, o rei Leopoldo I da Bélgica, um antigo príncipe de Saxe-Coburgo-Gota, era o monarca reinante do Reino da Bélgica.
Leopoldo tinha uma irmã mais velha, Luísa, e duas irmãs mais novas, Estefânia e Clementina, esta última nascida já após a sua morte.

## Duque de Brabant
Quando o seu avô morreu e foi sucedido pelo seu pai em 1865, Leopoldo recebeu o título de duque de Brabant, o título dado ao herdeiro aparente do trono da Bélgica. Como herdeiro do trono, era esperado que um dia sucedesse ao pai como Leopoldo III da Bélgica.

## Morte
Leopoldo morreu em Laeken ou Bruxelas a 22 de janeiro de 1869 de pneumonia, depois de cair a um lago. No funeral do seu filho, Leopoldo II "desfez-se em lágrimas em público, caiu de joelhos junto do caixão e chorou incontrolavelmente."

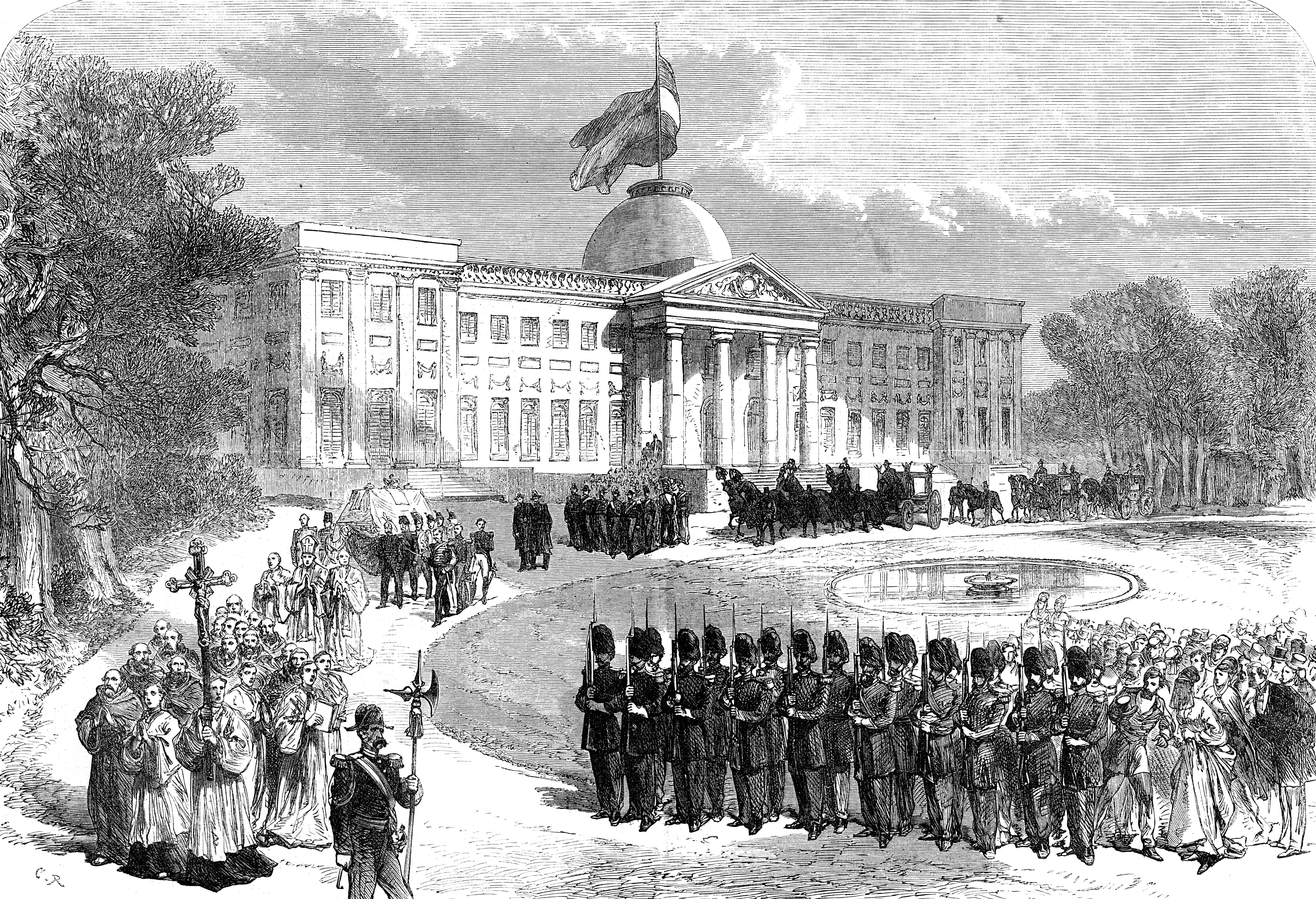
Partida da procissão durante o funeral do príncipe Leopoldo da Bélgica em 25 de janeiro de 1869

A morte prematura de Leopoldo fez com que os seus pais ficassem apenas com duas filhas: a princesa Luísa e a princesa Estefânia. Após a morte do filho, Leopoldo e Maria Henriqueta tentaram ter outro filho, na esperança que nascesse outro menino. No entanto, após o nascimento da sua última filha, Clementina, em 1872, o casal perdeu toda a esperança de ter outro menino.
Quando morreu, Leopoldo II foi sucedido pelo seu sobrinho, Alberto. O filho mais velho deste, viria a sucedê-lo com o nome de Leopoldo III.

## Genealogia
| Leopoldo da Bélgica | Pai: Leopoldo II da Bélgica      | Avô paterno: Leopoldo I da Bélgica         | Bisavô paterno: Francisco de Saxe-Coburgo-Saalfeld            |
| Leopoldo da Bélgica | Pai: Leopoldo II da Bélgica      | Avô paterno: Leopoldo I da Bélgica         | Bisavó paterna: Augusta Reuss-Ebersdorf                       |
| Leopoldo da Bélgica | Pai: Leopoldo II da Bélgica      | Avó paterna: Luísa Maria d'Orleães         | Bisavô paterno: Luís Filipe I de França                       |
| Leopoldo da Bélgica | Pai: Leopoldo II da Bélgica      | Avó paterna: Luísa Maria d'Orleães         | Bisavó paterna: Maria Amélia de Bourbon-Nápoles               |
| Leopoldo da Bélgica | Mãe: Maria Henriqueta da Áustria | Avô materno: José de Áustria-Toscana       | Bisavô materno: Leopoldo II, Sacro Imperador Romano-Germânico |
| Leopoldo da Bélgica | Mãe: Maria Henriqueta da Áustria | Avô materno: José de Áustria-Toscana       | Bisavó materna: Maria Luísa da Espanha                        |
| Leopoldo da Bélgica | Mãe: Maria Henriqueta da Áustria | Avó materna: Maria Doroteia de Württemberg | Bisavô materno: Luís de Württemberg                           |
| Leopoldo da Bélgica | Mãe: Maria Henriqueta da Áustria | Avó materna: Maria Doroteia de Württemberg | Bisavó materna: Henriqueta de Nassau-Weilburg                 |